# Michael VII. Dukas
Michael VII. Dukas (řecky Μιχαήλ Ζ΄ Δούκας), zvaný Parapinakes, (asi 1050–1090) byl byzantský císař v letech 1071–1078. Byl synem Konstantina X. a jeho ženy Eudokie Makrembolitissy. Během jeho vlády propukla naplno vnitropolitická krize, během níž vypuklo v krátké době několik povstání. Tato povstání umožnila tureckým nájezdníkům proniknout do Malé Asie, čímž Byzanc většinu poloostrova definitivně ztratila. Původně se o Michaelovo nastoupení na trůn zasadili i jeho strýc Jan Dukas a Michael Psellos, ti ale byli posléze z dvora odstraněni a místo slabého císaře vykonával vládu eunuch Nikeforitzes. Po úspěšném povstání vedeném Nikeforem Botaneiatem Michael abdikoval a odešel do kláštera.

## Život

### Získání vlády
Narodil se kolem roku 1050 v Konstantinopoli. Když Konstantin X. roku 1067 umřel, bylo Michaelovi sedmnáct let a mohl tedy již vládnout sám. Místo slabého a nerozhodného císaře však vládla jeho matka Eudokia spolu s jeho strýcem Janem Dukou jako regenti. 1. ledna 1068 se Eudokia vdala za generála Romana Diogena, který se od té chvíle stal novým císařem. Roman v následujících letech vedl tažení proti Seldžukům, avšak byl poražen a zajat v bitvě u Mantzikertu seldžuckým vládcem Alp Arslanem. Romanovy situace využili Jan Dukas a Michael Psellos a spojili se za účelem jeho svrhnutí. Přesvědčili Eudokii, aby jim nehledě na Romana vyšla vstříc a nechala korunovat za spolucísaře svého syna Michaela. Brzy poté, co tak učinila, byla císařovna poslána do kláštera. Po Romanově propuštění ze zajetí mezi ním a nově nastoupivším císařem vzplála občanská válka. Roman byl poražen, zajat svými protivníky a oslepen. Nedlouho nato zemřel a Michael si tak prozatím udržel svoji pozici císaře.

### Povstání
Brzy po poražení Romana IV. vypuklo v Makedonii povstání v čele s bulharským šlechticem (boljarem) Georgiem Vojtechem. Rebelové požádali o pomoc Michaela, knížete Zety. Ten jim vyhověl a poslal jim vojenský oddíl o síle 300 mužů v čele se svým synem Konstantinem Bodinem, kterého povstalci prohlásili za bulharského cara. Povstání však nezískalo silnější podporu a bylo koncem roku 1073 potlačeno. Zatímco Vojtech zemřel na následky mučení v Konstantinopoli, Konstantin Bodin musel odejít do vyhnanství v Antiochii, odkud po několika letech díky pomoci jeho otce a benátských obchodníků úspěšně uprchl.
Záhy po poražení Bulharů vypuklo na západě říše další povstání vedené Nestoriem, velitelem thematu Paristrion. Ten se spojil s nájezdníky turkického původu, Pečeněgy a Uzy. Jeho armáda se dostala až k branám Konstantinopole, zde se však byzantské vládě podařilo poštvat jednotlivé části nepřátelského vojska proti sobě navzájem, což ve svém důsledku vedlo k odchodu kočovníků z byzantského území a následně k porážce povstání. Galatii, území ve středu Anatolie, opanoval vůdce franských žoldnéřů Roussel de Bailleul. Tomuto schopnému válečníkovi se podařilo porazit armádu vyslanou proti němu a zajmout pří této příležitosti Michaelova strýce Jana Duku, kterého nechal provolat císařem. Roussela se podařilo zdolat až s pomocí seldžuckých Turků, kterým tento akt dopomohl k ovládnutí Malé Asie, kde se brzy vytvořil rúmský sultanát, v němž vládli příslušníci seldžucké dynastie.
Roku 1077 vypukly v tu samou dobu dvě další vzpoury. Na západě se pokusil získat trůn Nikeforos Bryennios mající podporu tamější armády, zatímco ve východní části se proti císaři vzbouřil Nikeforos Botaneiates, který získal podporu členů vojenské aristokracie, duchovenstva a rúmského sultána Sulejmana.

### Následky dlouhých bojů o trůn

Byzanc po velkých územních ztrátách, které se udály za vlády Michaela VII.(1081)

Důsledkem neustálých povstání a bojů o moc se v Malé Asii prakticky zhroutila byzantská vláda, což usnadňovalo postup tureckých nomádů do nitra poloostrova. Časté zásahy okolních vládců a národů (zetský kníže, Pečeněgové, Uzové a Seldžuci) znamenaly pro říši ocitající se v kritické situaci vážné nebezpečí. Následný vývoj napomohl vytvoření rúmského sultanátu, který se již Byzanci nepodařilo vyvrátit a s tím spojená i definitivní ztráta Malé Asie. Již před začátkem Michaelovy vlády též padla po tříletém normanském obléhání poslední byzantská pevnost na Apeninském poloostrově, Bari. Normanské panství v jižní Itálii se stalo středomořskou velmocí, která měla ohrožovat Byzanc po následujících sto let. Během let 1076 a 1077 definitivně skončila nyní pouze formální nadvláda nad Chorvatskem a Zetou, když chorvatský vládce Zvonimír I. a zetský kníže Michael získali od papeže Řehoře VII. královský titul. Byzanc tak v letech Michaelovy vlády ztratila svoje mocenské postavení.

### Situace v říši a na císařově dvoře

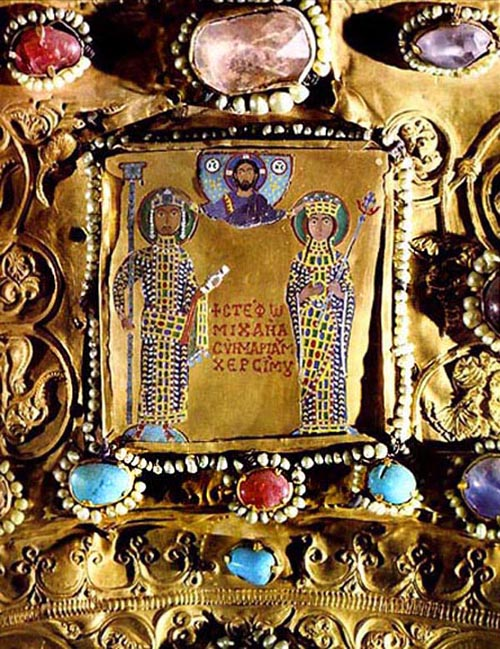
Michael zobrazený se svojí manželkou Marií, dcerou gruzínského krále Bagrata IV.

Po většinu času vykonával místo císaře vládu eunuch Nikeforitzes a přestože vděčil Michael za nástup na trůn zejména Michaelovi Psellovi a svému strýci Janu Dukovi, oba byli od dvoru postupem času odstraněni. Před vládou v Konstantinopoli však vyvstal v té době problém se zásobováním. Po Romanově smrti nebral Alp Arslan v potaz mírovou smlouvu a poslal do Malé Asie turecké kmeny přichozivší z východu, které během několika let obsadily většinu poloostrova. Udržela se pouze menší území, a to pouze zásluhou místních byzantských šlechticů, kteří si zde vybudovali vlastní nezávislá panství. Ztrátou Malé Asie přišla Byzanc o tradiční zemědělské zázemí, což vedlo k nedostatku a zdražení obilí. Problémy se snažil Nikeforitzes řešit zavedením monopolu na obchod s touto komoditou a krom toho také zabavováním církevního majetku. Jeho pokusy o napravení situace se ale většinou minuly účinkem – vzhledem k anarchii, jež v říši v té době vládla, se rozhodnutí vlády nedala příliš úspěšně prosazovat. V dané situaci nebylo možné obnovit jednotnou vládu kvůli stále novým vzpourám, které jedna za druhou propukaly.

### Svržení a zbytek života
Poté, co se Nikeforu Botaneiatovi podařilo dobýt Nikaiu, vypuklo v Konstantinopoli povstání. Přestože Nikeforitzes uprchl, byl později dopaden a popraven. Novým císařem se stal Botaneiates. Michael VII. abdikoval, stal se mnichem a odešel do kláštera. Zemřel v Konstantinopoli kolem roku 1090.